# 布呂克勒山
47°7′3″N 8°59′2″E / 47.11750°N 8.98389°E

布呂克勒山（Brüggler），是瑞士的山峰，位於該國中東部，由格拉魯斯州負責管轄，屬於格拉魯斯山的一部分，海拔高度1,777米，每年平均降雨量1,954毫米。